# A magyar jégkorong-válogatott mérkőzései 2013-ban
A magyar férfi jégkorong-válogatott 2013-ban a következő tornákon a következő mérkőzéseket játszotta.

## Eredmények
EIHC torna
| 755. mérkőzés 2013. február 7. 16:00 (CET) | Magyarország                                          | 7 – 0                         | Románia | Tychy, Lengyelország Nézőszám: 299 |
| 755. mérkőzés 2013. február 7. 16:00 (CET) | Benk 2' 23' 60' Bartalis 5' 46' Vas J. 48' Sofron 59' | (2:0, 1:0, 4:0) (Jegyzőkönyv) |         | Tychy, Lengyelország Nézőszám: 299 |

EIHC torna
| 756. mérkőzés 2013. február 8. 16:00 (CET) | Dél-Korea         | 1 – 6                         | Magyarország                                              | Tychy, Lengyelország Játékvezetők: Csomortáni Zsolt |
| 756. mérkőzés 2013. február 8. 16:00 (CET) | Kim Sang Wook 11' | (1:3, 0:2, 0:1) (Jegyzőkönyv) | Szélig 16' Ladányi 16' Vas J. 17' Hári 25' Sofron 34' 47' | Tychy, Lengyelország Játékvezetők: Csomortáni Zsolt |

EIHC torna
| 757. mérkőzés 2013. február 9. 17:00 (CET) | Lengyelország | 1 – 2                         | Magyarország             | Tychy, Lengyelország Nézőszám: 299 Játékvezetők: Haszonits Miklós |
| 757. mérkőzés 2013. február 9. 17:00 (CET) | Kolusz 33'    | (0:1, 1:0, 0:1) (Jegyzőkönyv) | Ladányi 14' Sikorcin 51' | Tychy, Lengyelország Nézőszám: 299 Játékvezetők: Haszonits Miklós |

három nemzet torna
| 758. mérkőzés 2013. április 7. 17:00 (CET) | Magyarország                              | 4 – 2           | Lengyelország        | Dunaújváros Nézőszám: 2000 Játékvezetők: Gebei Kincses |
| 758. mérkőzés 2013. április 7. 17:00 (CET) | Sofron 14' Nagy 32' Kovács 52' Vas J. 60' | (1:1, 1:0, 2:1) | Galant 4' Dronia 56' | Dunaújváros Nézőszám: 2000 Játékvezetők: Gebei Kincses |

három nemzet torna
| 759. mérkőzés 2013. április 9. 19:00 (CET) | Magyarország                                              | 7 – 0           | Japán | Jégpalota, Budapest Nézőszám: 1800 Játékvezetők: Babic Haszonits |
| 759. mérkőzés 2013. április 9. 19:00 (CET) | Benk 8' Magosi 14' Hári 20' 39' Sofron 41' 59' Mihály 52' | (3:0, 1:0, 3:0) |       | Jégpalota, Budapest Nézőszám: 1800 Játékvezetők: Babic Haszonits |

divízió I-es világbajnokság
| 760. mérkőzés 2013. április 14. 19:30 (CET) | Nagy-Britannia           | 2 – 4           | Magyarország                                 | Papp László Sportaréna, Budapest Nézőszám: 7304 Játékvezetők: St. Jacques Meszynski |
| 760. mérkőzés 2013. április 14. 19:30 (CET) | Phillips 17' Shiedls 31' | (1:0, 1:3, 0:1) | Nagy 23' Vas M. 29' Ladányi 37' Sikorcin 52' | Papp László Sportaréna, Budapest Nézőszám: 7304 Játékvezetők: St. Jacques Meszynski |

divízió I-es világbajnokság
| 761. mérkőzés 2013. április 15. 19:30 (CET) | Magyarország                                | 4 – 5 bü.                 | Dél-Korea                                                                 | Papp László Sportaréna, Budapest Nézőszám: 7370 Játékvezetők: Konc Szidorenko |
| 761. mérkőzés 2013. április 15. 19:30 (CET) | Sikorcin 3' Bartalis 4' Hári 14' Vas J. 27' | (3:0, 1:1, 0:3, 0:0, 0:1) | Shin Hyung Yun 26' Kim Sang Wook 41' 65' Chang Junil 46' Sin Sang Woo 50' | Papp László Sportaréna, Budapest Nézőszám: 7370 Játékvezetők: Konc Szidorenko |

divízió I-es világbajnokság
| 762. mérkőzés 2013. április 17. 19:30 (CET) | Kazahsztán      | 1 – 2           | Magyarország          | Papp László Sportaréna, Budapest Nézőszám: 7863 Játékvezetők: Bergamelli Szergejev |
| 762. mérkőzés 2013. április 17. 19:30 (CET) | Sztarcsenko 37' | (0:0, 1:1, 0:1) | Mihály 34' Tokaji 48' | Papp László Sportaréna, Budapest Nézőszám: 7863 Játékvezetők: Bergamelli Szergejev |

divízió I-es világbajnokság
| 763. mérkőzés 2013. április 19. 19:30 (CET) | Magyarország         | 1 – 2           | Olaszország | Papp László Sportaréna, Budapest Nézőszám: 8197 Játékvezetők: Szidorenko St. Jacques |
| 763. mérkőzés 2013. április 19. 19:30 (CET) | Rocco 3' Iannone 51' | (1:1, 0:0, 0:1) | Mihály 7'   | Papp László Sportaréna, Budapest Nézőszám: 8197 Játékvezetők: Szidorenko St. Jacques |

divízió I-es világbajnokság
| 764. mérkőzés 2013. április 20. 19:30 (CET) | Magyarország | 1 – 0           | Japán | Papp László Sportaréna, Budapest Nézőszám: 7647 Játékvezetők: Berneker Konc |
| 764. mérkőzés 2013. április 20. 19:30 (CET) | Sofron 5'    | (1:0, 0:0, 0:0) |       | Papp László Sportaréna, Budapest Nézőszám: 7647 Játékvezetők: Berneker Konc |

négy nemzet torna
| 765. mérkőzés 2013. november 8. 18:30 (CET) | Magyarország            | 2 – 1 bü.                 | Lengyelország | Jégpalota, Budapest Nézőszám: 1500 Játékvezetők: Gluhovszkij Butucel |
| 765. mérkőzés 2013. november 8. 18:30 (CET) | Bartalis 59' Mihály 65' | (0:0, 0:1, 1:0, 0:0, 1:0) | Dronia 33'    | Jégpalota, Budapest Nézőszám: 1500 Játékvezetők: Gluhovszkij Butucel |

négy nemzet torna
| 766. mérkőzés 2013. november 9. 18:00 (CET) | Románia | 0 –5            | Magyarország                                            | Jégpalota, Budapest Nézőszám: 1801 Játékvezetők: Pochucki Gluhovszkij |
| 766. mérkőzés 2013. november 9. 18:00 (CET) |         | (0:2, 0:2, 0:1) | Vas J. 2' Ladányi 8' Somogyi 29' Hüffner 31' Sofron 41' | Jégpalota, Budapest Nézőszám: 1801 Játékvezetők: Pochucki Gluhovszkij |

négy nemzet torna
| 767. mérkőzés 2013. november 10. 17:30 (CET) | Magyarország | 0 – 1           | Ukrajna      | Jégpalota, Budapest Nézőszám: 2200 Játékvezetők: Gluhovszkij Babic |
| 767. mérkőzés 2013. november 10. 17:30 (CET) |              | (0:0, 0:1, 0:0) | Varlamov 23' | Jégpalota, Budapest Nézőszám: 2200 Játékvezetők: Gluhovszkij Babic |